# 李美卿
李美卿 （韓語：이미경，1991年10月2日—），韓國女子手球運動員，現為韓國國家女子手球隊隊員。

## 簡歷
2012年7月，李美卿代表韓國出戰英國倫敦舉行的奥林匹克运动会女子手球比賽。